# Heidezegge
De heidezegge (Carex ericetorum) is een overblijvend kruid dat behoort tot de cypergrassenfamilie (Cyperaceae). De plant komt van nature voor in Midden- en West-Azië en Oost-, Noordoost- en Midden-Europa. De soort staat op de Nederlandse Rode lijst van planten als zeer zeldzaam en matig afgenomen. Het aantal chromosomen is 2n = 30, 32 of 60.
De plant wordt 5 - 20 cm hoog en heeft korte, verhoutende en aan de top boogvormig opstijgende wortelstokken. De 2 - 4 mm brede, donkergroene bladeren zijn ook in de wintergroen. De onderste bladscheden zijn geelbruin, vaak paars aangelopen en worden niet rafelig. Het vliezige tongetje is 1,25 – 4.0 mm lang, niet langer dan breed en heeft een afgeronde top.
De plant bloeit in april en mei. De iets ruwe stengel is stomp driekantig. De bloeistengel heeft een mannelijke aar aan de top met daaronder een of twee kortere, eivormige, rechtopstaande vrouwelijke aren. Het onderste schutblad is droogvliezig en aan de basis verbreed. Het heeft een zeer korte, rafelige bladschede. De kafjes aan de topaar hebben een duidelijke, smalle witvliezige fijn gewimperde rand en een meestal niet uittredende en meestal niet groene middennerf. Het vruchtbeginsel heeft drie stempels. De 2 mm lange, stompe en breed omgekeerd-eivormige urntjes zijn donker roodbruin en hebben een witte droogvliezige rand. Aan de top is het urntje vaak aan de randen gewimperd. De rug van het urntje is niet groen. Op het urntje zit een mierenbroodje. Het urntje is een soort schutblaadje dat geheel om de vrucht zit.
De vrucht is een omgekeerd-eivormig tot rond, 2 – 2,5 mm groot nootje. De snavel bestaat uit twee korte tanden.

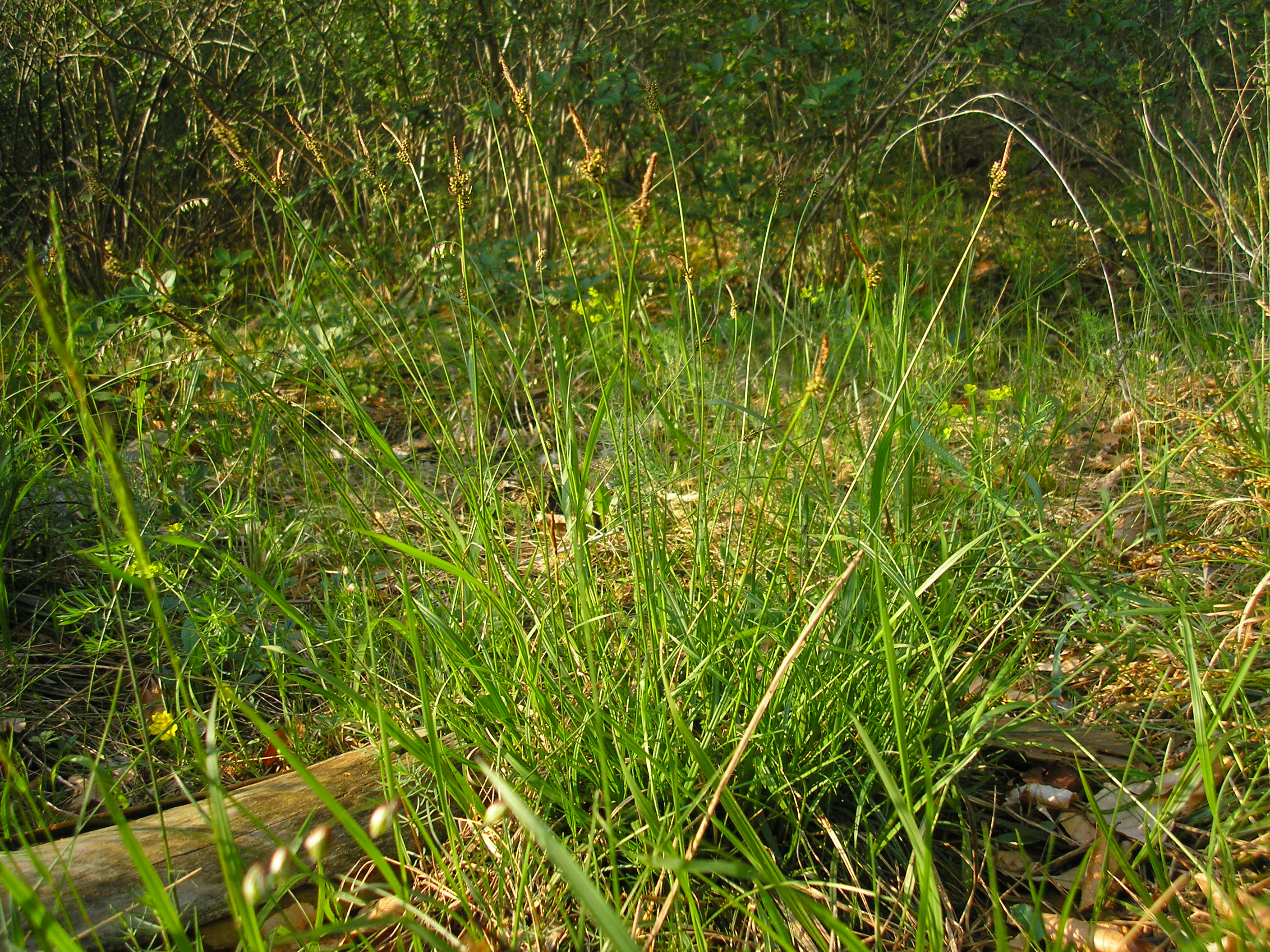
Planten
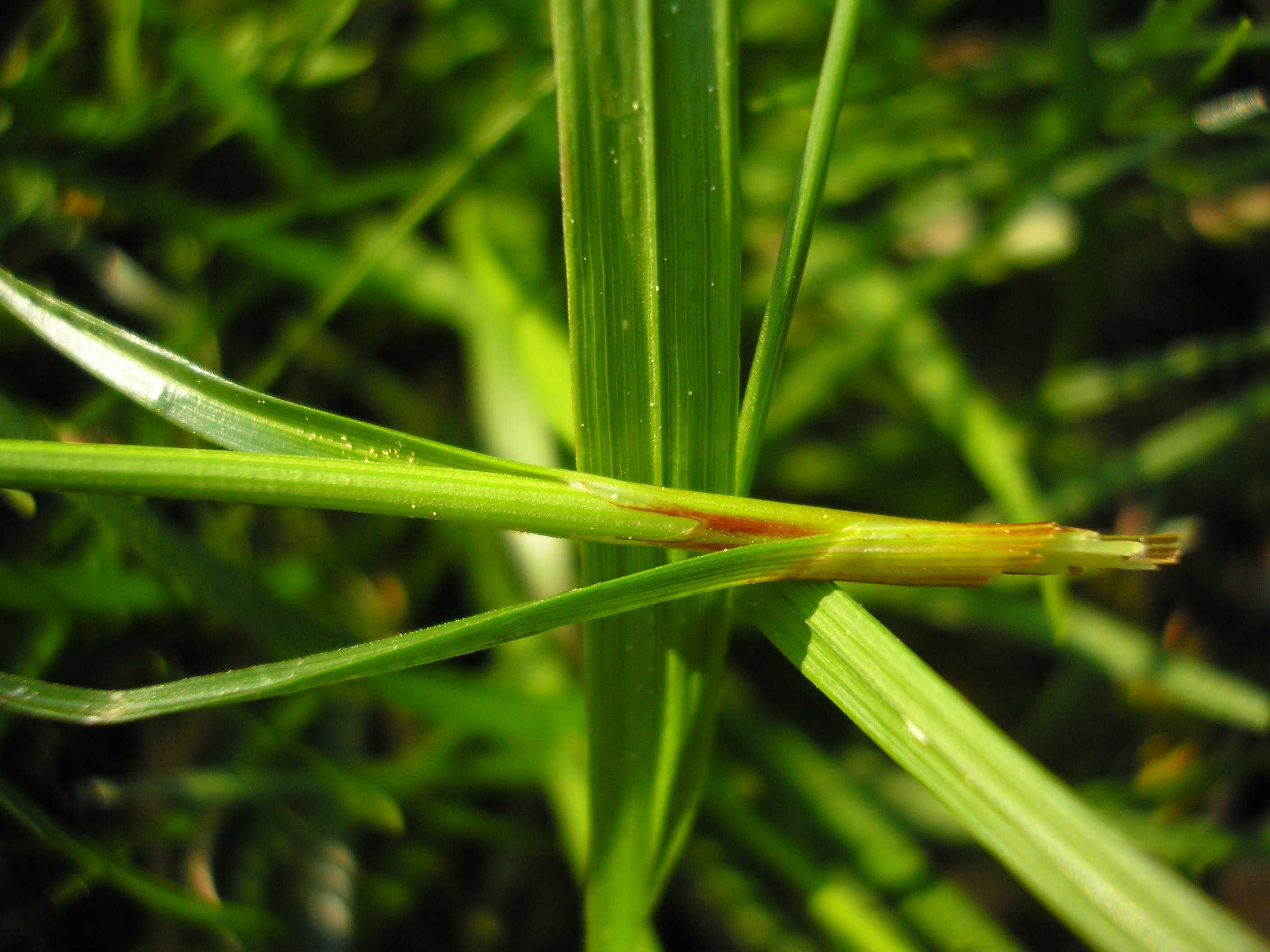
Bladeren
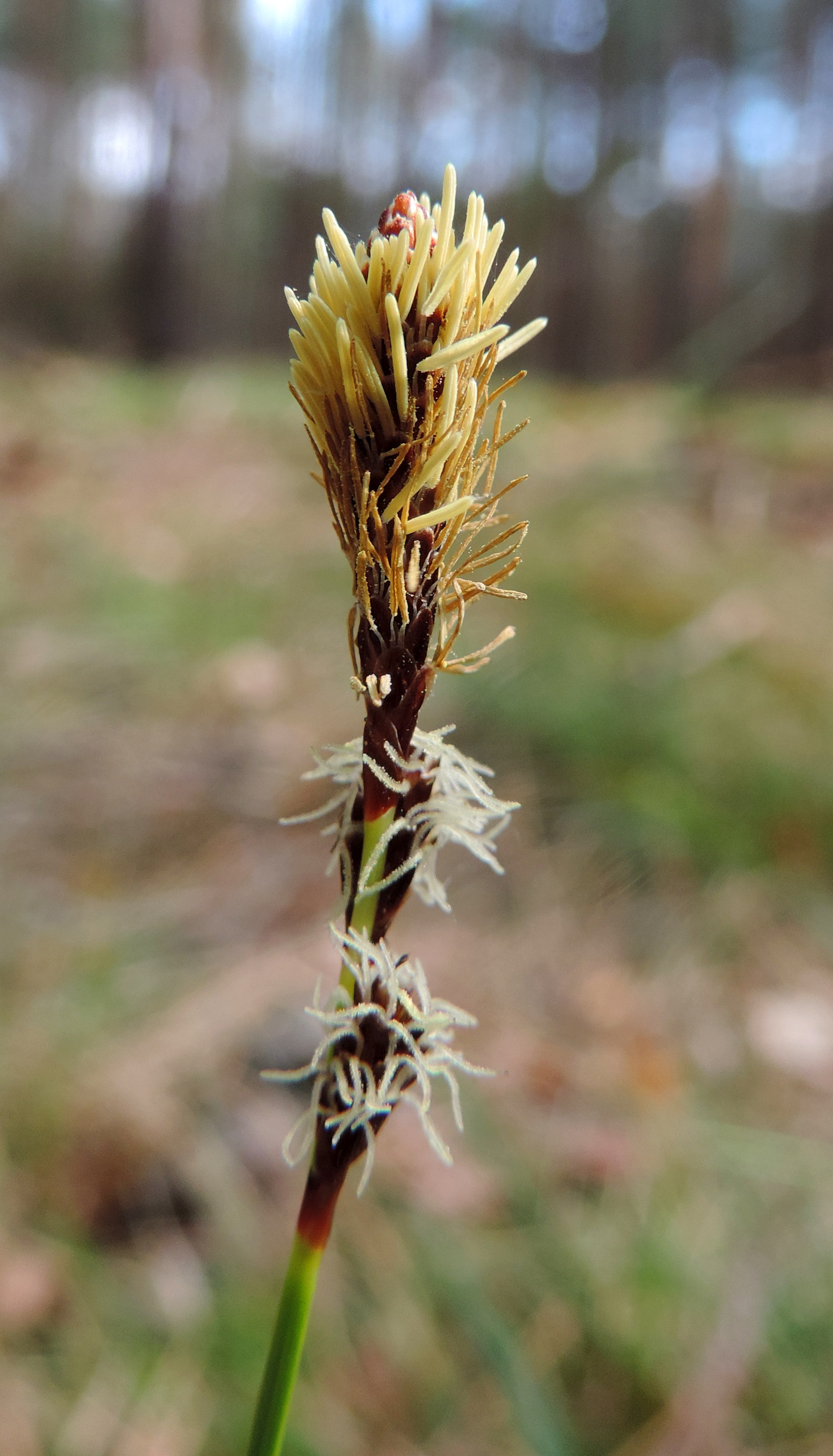
Bloeiwijze